# La ciudad de los niños perdidos
La cité des enfants perdus (La ciudad de los niños perdidos) es una película francesa dirigida en 1995 por Marc Caro y Jean-Pierre Jeunet , escrita por Jeunet y Gilles Adrien y protagonizada por Ron Perlman. Es una coproducción internacional de compañías de Francia, Alemania y España, la película está estilísticamente relacionada con las películas anteriores y posteriores de Jeunet, Delicatessen y Amélie. Se inscribió en el Festival de Cine de Cannes de 1995.
La partitura musical fue compuesta por Angelo Badalamenti , y el vestuario diseñado por Jean-Paul Gaultier.

## Trama
Una ciudad guarda un secreto. Los niños que solían atestar sus calles están desapareciendo uno a uno, y nadie sabe a dónde o por qué se han ido.
La película-fábula cuenta con abundantes guiños a cineastas como Gilliam y Cocteau, se caracteriza por sus personajes simples pero decididos e inmersos en un mundo casi apocalíptico y que en ocasiones recuerda al año 1900 por su escasa tecnología, aunque hay elementos más allá de la realidad como una máquina para almacenar sueños o un genio llamado Krank, al que creó un científico loco y que envejece prematuramente por culpa de su incapacidad para soñar. Krank vive en una plataforma en el mar, lejos de una ciudad oscura y habitada por gente de todas clases, él está aislado en su castillo con las demás obras de su desaparecido creador: un cerebro parlante en una pecera, una mujer diminuta y una serie de clones aquejados de narcolepsia que el inventor hizo a su imagen y semejanza. Puede andar, vive, pero duerme sin soñar. 

## Reparto
- Ron Perlman como uno
- Judith Vittet como Miette
- Daniel Emilfork como enfermo
- Joseph Lucien como Denree
- Dominique Pinon como el buceador y los clones
- Geneviève Brunet y Odile Mallet como el pulpo
- Jean-Claude Dreyfus como Marcello
- Jean-Louis Trintignant como tío Irvin (voz)
- Mireille Mossé como Martha
- Rufus como Peeler
- Serge Merlin como el jefe de los cíclopes
- Marc Caro como hermano Ange-Joseph
- Ticky Holgado como ex-acróbata
- Lorella Cravotta como mujer

## Críticas
La película tiene una calificación de aprobación del 79% en Rotten Tomatoes basada en 56 reseñas, con una calificación promedio de 6,91 / 10. El consenso crítico del sitio web dice: "No se desarrollan todas sus muchas ideas intrigantes, pero La ciudad de los niños perdidos es una experiencia fascinante, inquietante y profundamente memorable". También tiene un puntaje promedio ponderado de 73 en Metacritic , basado en 16 críticas, lo que indica "críticas generalmente favorables".  Roger Ebert le dio a la película 3 estrellas de 4 posibles, escribiendo que el diseño y los efectos visuales de la película merecían el mayor elogio posible, pero la historia a veces era confusa: "Mentiría si dijera que entendí la trama".

### Interpretación
Según los autores Jen Webb y Tony Schirato, la naturaleza dual del capitalismo constituye una fuente principal de tensión en la película:
Por un lado, el capitalismo se presenta como habilitador del interés propio y la libertad, como lo ejemplifica la libertad de producir desarrollos científicos (Krank), perseguir ideas religiosas (los cíclopes) y buscar riqueza (el pulpo). Por otro lado, expone los efectos deplorables del capitalismo ... la explotación de la infancia (los cínicos huérfanos), de la ternura (el científico Original, agredido y expulsado por sus propias creaciones amadas), y de la inocencia (los niños aterrorizados). cuyos sueños son robados) al tiempo que sugiere que no hay lugar en el capitalismo para la originalidad, el desinterés, el deber, el análisis autorreflexivo y otros aspectos definitorios de "lo humano".
Según la autora Donna Wilkerson-Barker, estos aspectos esquivos de la humanidad se presentan dentro de la película para que varios personajes se identifiquen con ellos. Por ejemplo, la relación entre One y Denrée representa, para Miette, una familia de autenticidad. Preparada para sacrificar su vida para convertirse en parte de su familia, Miette ayuda a One a salvar a Denrée del entorno manipulador de Krank. En otro ejemplo, el cerebro de Irvin juega su papel en la transformación del mismo entorno para liberar a su "familia" de clones. Al final, dos botes llenos de estas dos familias diferentes remaron hacia su futuro: en un bote, una familia de Irvin y los clones producida tecnológicamente; En el otro, una familia imaginada racionalmente que contiene a Miette, One y los niños secuestrados.
Mientras La ciudad de los niños perdidos "avanza con plena conciencia de que el pasado con el que está comprometida nunca existió realmente", la película ha sido catalogada como un ejemplo del género steampunk .